# Waldhorn
Waldhorn är ett berg i Österrike.   Det ligger i distrikten Liezen (förbundslandet Steiermark) och Tamsweg (förbundslandet Salzburg), i den centrala delen av landet, 220 km sydväst om huvudstaden Wien. Toppen på Waldhorn är 2 702 meter över havet, eller 460 meter över den omgivande terrängen. Bredden vid basen är 5,6 km.
Terrängen runt Waldhorn är bergig åt nordväst, men åt sydost är den kuperad. Närmaste större samhälle är Schladming, 14,2 km nordväst om Waldhorn. 
Trakten runt Waldhorn består i huvudsak av gräsmarker. Runt Waldhorn är det ganska glesbefolkat, med 21 invånare per kvadratkilometer.